# Ayourou
Ayourou (cunoscut și sub numele de Ayorou) este un oraș din Niger.

## Localizare
Orașul este situat la o distanță de 208 km NV de capitala Niamey, pe insula omonimă de pe fluviul Niger, nu departe de frontiera cu Mali.

## Economie
Ayourou este o cunoscută piață de animale.